# Cytométrie en flux
Pour les articles homonymes, voir CMF.
 (mars 2022).
Si vous disposez d'ouvrages ou d'articles de référence ou si vous connaissez des sites web de qualité traitant du thème abordé ici, merci de compléter l'article en donnant les références utiles à sa vérifiabilité et en les liant à la section « Notes et références ».
La cytométrie en flux (CMF) est une technique de caractérisation individuelle, quantitative et qualitative, de particules en suspension dans un liquide. Un appareil fait défiler des particules, molécules ou cellules, à grande vitesse dans le faisceau d'un laser. La lumière issue, par diffusion ou fluorescence, du cytomètre permet de compter et de classer la population étudiée suivant plusieurs critères.

## Principe

Fluorescence Activated Cell Sorting (FACS) principle

Il s'agit d'analyser les signaux optiques ou physiques émis par une particule coupant le faisceau lumineux d’un laser ou d’une lampe à arc. 
Les signaux mesurés sont essentiellement relatifs :
- aux propriétés optiques intrinsèques des particules ; ils correspondent aux phénomènes de diffusion lumineuse liés aux dimensions de la particule, à leur structure interne ou à l’auto-fluorescence de certaines cellules comme les végétaux, le phytoplancton, etc.
- aux propriétés optiques induites de fluorescence obtenues par des marquages spécifiques (par ex. au vert de méthyle) de structures ou de fonctions cellulaires.

Ces signaux séparés par des filtres optiques sont collectés par des photomultiplicateurs (PMT), amplifiés, numérisés, traités et stockés par un ordinateur par l'intermédiaire d'une composante informatique et optique (miroir dichroïque et filtre optique).
Ce procédé d’analyse individuelle (cellule par cellule) est multiparamétrique et peut s’effectuer à la vitesse de plusieurs milliers d’événements par seconde. L’ordinateur calcule les données statistiques associées aux distributions des paramètres mesurés et les représente sous la forme d’histogrammes (un paramètre) ou de cytogrammes (deux paramètres) sur une ou plusieurs populations dont les propriétés cellulaires sont ainsi évaluées.
La fonction tri des cytomètres en flux les plus évolués permet de trier physiquement une ou deux populations cellulaires définies par leurs propriétés optiques.

## Histoire et prospective
Les premiers cytomètres en flux ont été inventés dans les années 1950.
- 1934 : Premier article traitant de la cytométrie en flux, publié dans Science par Moldovan. Il y explique le comptage de cellules circulant dans un tube capillaire devant un détecteur photoélectrique.
- 1941 : Utilisation d'anticorps couplés à une molécule fluorescente (fluorochrome), l'anthracène, pour détecter des pneumocoques[1]
- 1972 : Création de l'appareil nommé FACS (triage de sous population)
- 1994 : commercialisation du premier trieur de cellule à haute vitesse
- 2006 : Une vingtaine de sociétés commercialisent des appareils de cytométrie en flux, certains sont capables d'analyser les cellules à la vitesse de 100,000 évènements par seconde.

C'est un des domaines d'intérêt de l'analyse biologique et plus largement de l'évaluation environnementale.

On espère pouvoir un jour assurer ainsi un monitoring automatisé de la qualité de l'eau, et de ses variations par le suivi de bioindicateurs.

## Signaux recueillis
Les signaux optiques recueillis ont une intensité corrélée avec les propriétés particulaires.

### Lumière diffusée
La lumière diffusée renseigne sur la morphologie et la structure de la particule. Si la diffusion de la lumière est mesurée dans l’axe du rayon incident, l’intensité du signal peut être corrélée avec la taille et la viabilité cellulaire.
Sous un angle de 90°, la mesure correspond à la structure intracellulaire de la cellule (réfringence du cytoplasme, granulosité, morphologie, rapport nucléo-cytoplasmique).
L’utilisation simultanée de ces deux paramètres permet de distinguer, dans un sang périphérique par exemple, les plaquettes, les lymphocytes, les monocytes et les polynucléaires.

### Lumière absorbée
Cette mesure évolue proportionnellement au diamètre de la cellule (supposée sphérique) et à l’indice d’absorption des constituants cellulaires[Quoi ?].

### Fluorescence émise
Cette fluorescence peut être spontanée, mais le plus souvent, elle est apportée à la cellule par un fluorochrome. Le fluorochrome absorbe l’énergie du laser et réémet l’énergie absorbée sous forme de photons d’une longueur d’onde plus élevée :
- fluorochromes à affinité propre pour un constituant cellulaire : par exemple pour les mesures d’ADN, d’ARN, de protéines, du pH, de calcium contenus dans la cellule ;
- fluorochromes couplés à un ligand spécifique. Cette spécificité peut être amenée par un couplage du fluorochrome à un anticorps ou un ligand spécifique d’un constituant cellulaire ;
- tandem de fluorochromes, deux fluorochromes couplés à un anticorps, permet d'utiliser un fluorochrome qui ne serait normalement pas excité pour un laser donné. Le premier fluorochrome est donc excité par un laser, l'émission de longueur d'onde se trouvant dans le spectre d'absorption du second, excite à son tour le deuxième fluorochrome qui émet donc sa propre longueur d'onde.

## Principales applications

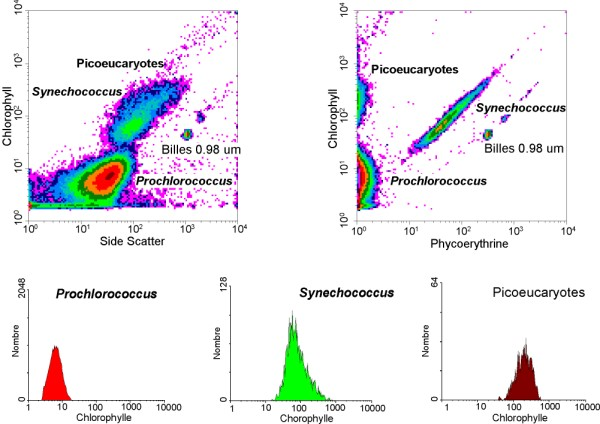
Utilisation de la cytométrie en flux en océanographie

L'hématologie a été l’une des premières disciplines médicales à bénéficier des applications cliniques de la cytométrie en flux. Certaines de ces applications sont maintenant utilisées régulièrement pour le diagnostic ou le suivi thérapeutique de différentes affections, notamment les hémopathies malignes. Ces applications concernent aussi bien l’étude fonctionnelle de cellules saines que la mise en évidence du caractère pathologique des cellules analysées. Bien que l'étude porte généralement sur les leucocytes, certaines affections plaquettaires (thrombopathies) ou encore des globules rouges ont un diagnostic pouvant être précisé par l'usage de la cytométrie en flux.
En cancérologie, la détection de la cellule pathologique est l’application la plus développée. Cette détection repose essentiellement sur la mesure d’un contenu anormal d’ADN dans le noyau de la cellule tumorale.
L'immunologie utilise la CMF pour la détection ou l'identification des sous-types des cellules impliquées dans l'immunité. 
Le cycle cellulaire représente l’intégralité de la période de division, c’est-à-dire l’ensemble des événements biochimiques et morphologiques qui sont responsables de la prolifération cellulaire.
La CMF offre une méthodologie rapide et simple à mettre en œuvre pour l’analyse du cycle cellulaire. Elle permet de suivre la distribution des cellules dans les différentes phases du cycle en fonction de divers stimulus ou de l’ajout de certaines drogues. Elle permet aussi de voir la présence de cellules avec des contenus anormaux d’ADN.
De nombreuses études en pharmacologie font aussi appel à des techniques de CMF : mise au point ou étude de drogues antimitotiques, immunothérapie.
En océanologie, la cytométrie en flux est devenue une méthode de routine pour compter les différentes populations du picoplancton photosynthétique sur la base de la fluorescence des pigments tel que la chlorophylle.  Après marquage des échantillons avec des marqueurs de l'ADN tels que le SYBR-Green, on peut aussi énumérer bactéries et virus.
D'autres recherches font appel à la CMF : l’analyse des chromosomes, la physiologie végétale (ploïdie, contenu en ADN, pour la sélection des plantes les plus résistantes), etc.